# I en främmande stad
I en främmande stad är Hjalmar Gullbergs (1898–1961) första tryckta diktsamling, från 1927. Den är indelad i fyra avdelningar: Ur dagboken, Själamässa, Drömmarna och Reseminnen. Samlingen innehåller en del översättningar, av bland andra Jean Racine och Paul Bourget. Titeldikten börjar: ”Ett krucifix har mitt på trottoaren satts” – och fortsätter med frågan ”hur blev ett vanligt gathörn huvudskalleplats?”
Diktamen, en dikt om konstnärlig inspiration ingår i  avdelningen ”Ur dagboken”.  Dikten börjar: ”En jordisk arbetsdag / är nu på nytt förliden”. Men diktaren är fylld av besvikelse, för ingenting blev uträttat denna dag, all ambition till trots. Nu sitter han vaken i nattens timmar och väntar på inspirationen (”en främlings andedräkt”). Och dikten slutar med ord som närmast antyder så kallad verbalinspiration: ”Ge order, principal! / Diktera! Jag är färdig.”